# Ansegisel
Ansegisel (nascut abans del 613, assassinat entre 648 i 669 i probablement el 662 al castell de Chèvremont), fou un fill de sant Arnulf, bisbe de Metz i de santa Doda. Fou el pare de Pipí d'Héristal, majordom de palau d'Austràsia, de Nèustria i de Borgonya.

## Biografia

### Les seves funcions
És conegut pels diplomes del seu fill Pipí el Jove que es conforma a anomenar-lo, sense precisar els seus càrrecs ni els seus títols. El 727, el Liber Historiae Francorum confirma aquesta informació. És citat en diversos actes de les abadies de Stavelot i Malmédy vers el 648 entre els fidelis del majordom de palau Grimoald amb el seu germà Clodulf i amb el qualificatiu de domèstic. És tot el que mencionen els documents contemporanis.
Al final del segle viii Pau Diaca, en la seva "Història dels Llombards", l'esmenta però el designa com Anchises (Anquisi o Anquises) i el qualifica de major domus. vers el 805, els Annals Mettensespriores el qualifiquen de princeps. Es comprova ja la tendència dels carolingis a glorificar els seus avantpassats i a lligar-los als troians (Anquises és el pare d'Enees) i, a través d'aquest vincle, a la Roma Imperial. El silenci de les fonts contemporànies permet afirmar que Ansegisel mai no va ser ni majordom de palau ni príncep, i els relats que ho afirmen resulten o bé d'una voluntat de sobrevalorar la importància dels avantpassats de Carlemany, o bé d'una confusió amb Adalgisel, efectivament majordom del palau en aquell temps.

### Matrimoni i fills
Es va casar vers el 643 o 644 amb Begga, filla de Pipí de Landen, majordom de palau d'Austràsia, i d'Ita Idoberga. Els joves esposos van tenir a: 
- De manera certa a Pipí d'Héristal dit el Jove (vers 645 † 714), majordom dels palaus d'Austràsia, de Nèustria i de Borgonya;

- Hipotèticament a Grimó, abat de Corbie i arquebisbe de Rouen de 690 a 748, segons J. Laporte.[5] Aquesta hipòtesi surt del principi que els bisbes que se succeïen en una mateixa diòcesi durant l'alta edat mitjana estaven sovint emparentats. El bisbe Grifó fou precedit d'un Ansbert, parent probable de Doda; el seu segon successor fou sant Hug, net de Pipí el Jove. Això situa a Grimó com un parent dels arnulfians. Assimilant el nom de Grimó al de Grimoald, es col·locaria com a parent dels Pipínides. Cronològicament, només pot ser fill d'Ansegisel i de Begga. Però les seves conclusions no són sempre acceptades, i J. Laporte sembla confondre Grifó (llatí Grippho), arquebisbe del 695 al 713, amb Grimó, arquebisbe del 744 al 748.[6]

- Hipotèticament a Clotilde Doda (Clotilde anomenada Doda), esposa del rei Teodoric III, segons Maurice Chaume.[7] Aquesta hipòtesi es recolza en la presència de noms merovingis al si de la família de Caribert de Laon i considera Bertrada de Prüm com una filla de Teodoric III i de Clotilde Doda. Després comprova que Pipí I el Breu i la seva esposa Bertrada, filla de Caribert, posseïen en comú dues propietats a Rommersheim i a Rheinbach i tenien cadascuna la seva meitat del seu pare, i això suposa un ancestre comú proper. Una crònica tardana, la d'Adémar de Chabannes, al segle xi, dona al rei Clotari IV, fill probable de Teodoric III i de Doda, com a cosí de Carles Martell. Finalment, el nom de Clotilde Doda és el mateix que el de santa Doda, l'esposa de sant Arnulf i la mare d'Ansegisel.[8]

Dos altres nens havien estat atribuïts a Ansegisel i a Begga, però aquestes propostes han estat abandonades:
- Martí († 690), comte que es va barallar el 690 contra Ebroí al costat de Pipí el jove[9] Aquesta hipòtesi es fonamenta en l'Hagiolum Viennense, datada el 1040, que menciona Pipinus, Ansegelli filius, i Martinus frater eius («Pipí, fill d'Ansegisel, i Martí, el seu germà»). Però aquesta menció és ara considerada com una mala interpretació d'un passatge del Líber Historiae Francorum, què no permet precisar el vincle de parentiu entre Pipí i Martí, ni fins i tot si n'hi ha algun vincle de parentiu[10]

- Santa Landrada, fundadora de l'abadia de Munsterbilzen, de la qual una biografia tardana indica que descendia de Pipí i d'Arnulf († 690). Cronològicament, no podria ser més que filla d'Ansegisel i de Begga, però la biografia insisteix en la seva qualitat de filla única.[10]

### Assassinat
La Vita Beggae, redactada al segle xi, explica que Ansegisel fou assassinat al castell de Chèvremont (prop de Lieja) per un noble austrasià de nom Godí o Gundoí al qui hauria criat abans com a fill seu. La data d'aquest esdeveniment no és mencionada, però és posterior a 648 (un acte de les abadies de Stavelot i Malmédy el menciona com a ésser viu) i anterior al 691 (quan Begga, vídua, es retira a Andenne), el 680 (Pipí el Jove és ja un dels principals caps austrasians) o el 669 (si s'identifica l'homicida a un Gundoí qui va ser després duc a Austràsia). Aquest Gundoí es podria emparentar a Otó, majordom del palau d'Austràsia, predecessor i enemic de Grimoald. Christian Settipani veu aquest homicidi com una venjança de la família d'Otó en resposta a l'homicidi d'Otó el 643, venjança feta possible per la mort de Khildebert l'Adoptat el 662.
Quan va quedar vídua, Begga va fundar un monestir a Andenne el 691 i va morir dos anys més tard.

## Genealogia
|                                   |                                   |                                   |                                   |                                   |                                   |  |  |                                        |                                        |                                        |                                        |                                        |                                        |  |  |                           |                           |                           |                           |                           |                           |               |               |                                              |                                              |                                              |                                              |                                              |                                              |  |  |                                                  |                                                  |                                                  |                                                  |                                                  |                                                  |                                             |                                             |                                             |                                             |                                           |                                           |                                                 |                                                 |                                                 |                                                 |                                                 |                                                 |  |  |  |  |  |  |  |  |  |  |  |  |  |  |  |  |
| sant Arnulf († 641) bisbe de Metz | sant Arnulf († 641) bisbe de Metz | sant Arnulf († 641) bisbe de Metz | sant Arnulf († 641) bisbe de Metz | sant Arnulf († 641) bisbe de Metz | sant Arnulf († 641) bisbe de Metz |  |  | Doda                                   | Doda                                   | Doda                                   | Doda                                   | Doda                                   | Doda                                   |  |  |                           |                           |                           |                           |                           |                           |               |               |                                              |                                              |                                              |                                              |                                              |                                              |  |  | Pipí l'Antic o l'Ancià († 640) majordom de palau | Pipí l'Antic o l'Ancià († 640) majordom de palau | Pipí l'Antic o l'Ancià († 640) majordom de palau | Pipí l'Antic o l'Ancià († 640) majordom de palau | Pipí l'Antic o l'Ancià († 640) majordom de palau | Pipí l'Antic o l'Ancià († 640) majordom de palau |                                             |                                             | Ita Idoberga († 652) abadessa de Nivelles   | Ita Idoberga († 652) abadessa de Nivelles   | Ita Idoberga († 652) abadessa de Nivelles | Ita Idoberga († 652) abadessa de Nivelles | Ita Idoberga († 652) abadessa de Nivelles       | Ita Idoberga († 652) abadessa de Nivelles       |                                                 |                                                 |                                                 |                                                 |  |  |  |  |  |  |  |  |  |  |  |  |  |  |  |  |
| sant Arnulf († 641) bisbe de Metz | sant Arnulf († 641) bisbe de Metz | sant Arnulf († 641) bisbe de Metz | sant Arnulf († 641) bisbe de Metz | sant Arnulf († 641) bisbe de Metz | sant Arnulf († 641) bisbe de Metz |  |  | Doda                                   | Doda                                   | Doda                                   | Doda                                   | Doda                                   | Doda                                   |  |  |                           |                           |                           |                           |                           |                           |               |               |                                              |                                              |                                              |                                              |                                              |                                              |  |  | Pipí l'Antic o l'Ancià († 640) majordom de palau | Pipí l'Antic o l'Ancià († 640) majordom de palau | Pipí l'Antic o l'Ancià († 640) majordom de palau | Pipí l'Antic o l'Ancià († 640) majordom de palau | Pipí l'Antic o l'Ancià († 640) majordom de palau | Pipí l'Antic o l'Ancià († 640) majordom de palau |                                             |                                             | Ita Idoberga († 652) abadessa de Nivelles   | Ita Idoberga († 652) abadessa de Nivelles   | Ita Idoberga († 652) abadessa de Nivelles | Ita Idoberga († 652) abadessa de Nivelles | Ita Idoberga († 652) abadessa de Nivelles       | Ita Idoberga († 652) abadessa de Nivelles       |                                                 |                                                 |                                                 |                                                 |  |  |  |  |  |  |  |  |  |  |  |  |  |  |  |  |
|                                   |                                   |                                   |                                   |                                   |                                   |  |  |                                        |                                        |                                        |                                        |                                        |                                        |  |  |                           |                           |                           |                           |                           |                           |               |               |                                              |                                              |                                              |                                              |                                              |                                              |  |  |                                                  |                                                  |                                                  |                                                  |                                                  |                                                  |                                             |                                             |                                             |                                             |                                           |                                           |                                                 |                                                 |                                                 |                                                 |                                                 |                                                 |  |  |  |  |  |  |  |  |  |  |  |  |  |  |  |  |
|                                   |                                   |                                   |                                   |                                   |                                   |  |  |                                        |                                        |                                        |                                        |                                        |                                        |  |  |                           |                           |                           |                           |                           |                           |               |               |                                              |                                              |                                              |                                              |                                              |                                              |  |  |                                                  |                                                  |                                                  |                                                  |                                                  |                                                  |                                             |                                             |                                             |                                             |                                           |                                           |                                                 |                                                 |                                                 |                                                 |                                                 |                                                 |  |  |  |  |  |  |  |  |  |  |  |  |  |  |  |  |
| Clodulf († 697) bisbe de Metz     | Clodulf († 697) bisbe de Metz     | Clodulf († 697) bisbe de Metz     | Clodulf († 697) bisbe de Metz     | Clodulf († 697) bisbe de Metz     | Clodulf († 697) bisbe de Metz     |  |  | Ansegisel († 662) domèstic             | Ansegisel († 662) domèstic             | Ansegisel († 662) domèstic             | Ansegisel († 662) domèstic             | Ansegisel († 662) domèstic             | Ansegisel († 662) domèstic             |  |  |                           |                           |                           |                           | Begga († 693)             | Begga († 693)             | Begga († 693) | Begga († 693) | Begga († 693)                                | Begga († 693)                                |                                              |                                              |                                              |                                              |  |  |                                                  |                                                  |                                                  |                                                  | Grimoald (vers 615 † 657) majordom de palau      | Grimoald (vers 615 † 657) majordom de palau      | Grimoald (vers 615 † 657) majordom de palau | Grimoald (vers 615 † 657) majordom de palau | Grimoald (vers 615 † 657) majordom de palau | Grimoald (vers 615 † 657) majordom de palau |                                           |                                           | Gertrudis (vers 625 † 659) abadessa de Nivelles | Gertrudis (vers 625 † 659) abadessa de Nivelles | Gertrudis (vers 625 † 659) abadessa de Nivelles | Gertrudis (vers 625 † 659) abadessa de Nivelles | Gertrudis (vers 625 † 659) abadessa de Nivelles | Gertrudis (vers 625 † 659) abadessa de Nivelles |  |  |  |  |  |  |  |  |  |  |  |  |  |  |  |  |
| Clodulf († 697) bisbe de Metz     | Clodulf († 697) bisbe de Metz     | Clodulf († 697) bisbe de Metz     | Clodulf († 697) bisbe de Metz     | Clodulf († 697) bisbe de Metz     | Clodulf († 697) bisbe de Metz     |  |  | Ansegisel († 662) domèstic             | Ansegisel († 662) domèstic             | Ansegisel († 662) domèstic             | Ansegisel († 662) domèstic             | Ansegisel († 662) domèstic             | Ansegisel († 662) domèstic             |  |  |                           |                           |                           |                           | Begga († 693)             | Begga († 693)             | Begga († 693) | Begga († 693) | Begga († 693)                                | Begga († 693)                                |                                              |                                              |                                              |                                              |  |  |                                                  |                                                  |                                                  |                                                  | Grimoald (vers 615 † 657) majordom de palau      | Grimoald (vers 615 † 657) majordom de palau      | Grimoald (vers 615 † 657) majordom de palau | Grimoald (vers 615 † 657) majordom de palau | Grimoald (vers 615 † 657) majordom de palau | Grimoald (vers 615 † 657) majordom de palau |                                           |                                           | Gertrudis (vers 625 † 659) abadessa de Nivelles | Gertrudis (vers 625 † 659) abadessa de Nivelles | Gertrudis (vers 625 † 659) abadessa de Nivelles | Gertrudis (vers 625 † 659) abadessa de Nivelles | Gertrudis (vers 625 † 659) abadessa de Nivelles | Gertrudis (vers 625 † 659) abadessa de Nivelles |  |  |  |  |  |  |  |  |  |  |  |  |  |  |  |  |
|                                   |                                   |                                   |                                   |                                   |                                   |  |  |                                        |                                        |                                        |                                        |                                        |                                        |  |  |                           |                           |                           |                           |                           |                           |               |               |                                              |                                              |                                              |                                              |                                              |                                              |  |  |                                                  |                                                  |                                                  |                                                  |                                                  |                                                  |                                             |                                             |                                             |                                             |                                           |                                           |                                                 |                                                 |                                                 |                                                 |                                                 |                                                 |  |  |  |  |  |  |  |  |  |  |  |  |  |  |  |  |
|                                   |                                   |                                   |                                   |                                   |                                   |  |  |                                        |                                        |                                        |                                        |                                        |                                        |  |  |                           |                           |                           |                           |                           |                           |               |               |                                              |                                              |                                              |                                              |                                              |                                              |  |  |                                                  |                                                  |                                                  |                                                  |                                                  |                                                  |                                             |                                             |                                             |                                             |                                           |                                           |                                                 |                                                 |                                                 |                                                 |                                                 |                                                 |  |  |  |  |  |  |  |  |  |  |  |  |  |  |  |  |
|                                   |                                   |                                   |                                   |                                   |                                   |  |  | Pipí el Jove († 714) majordom de palau | Pipí el Jove († 714) majordom de palau | Pipí el Jove († 714) majordom de palau | Pipí el Jove († 714) majordom de palau | Pipí el Jove († 714) majordom de palau | Pipí el Jove († 714) majordom de palau |  |  | Grimó arquebisbe de Rouen | Grimó arquebisbe de Rouen | Grimó arquebisbe de Rouen | Grimó arquebisbe de Rouen | Grimó arquebisbe de Rouen | Grimó arquebisbe de Rouen |               |               | Clotilde Doda x Teodoric III rei dels Francs | Clotilde Doda x Teodoric III rei dels Francs | Clotilde Doda x Teodoric III rei dels Francs | Clotilde Doda x Teodoric III rei dels Francs | Clotilde Doda x Teodoric III rei dels Francs | Clotilde Doda x Teodoric III rei dels Francs |  |  | Khildebert l'Adoptat († 662) rei d'Austràsia     | Khildebert l'Adoptat († 662) rei d'Austràsia     | Khildebert l'Adoptat († 662) rei d'Austràsia     | Khildebert l'Adoptat († 662) rei d'Austràsia     | Khildebert l'Adoptat († 662) rei d'Austràsia     | Khildebert l'Adoptat († 662) rei d'Austràsia     |                                             |                                             | Vulfetruda († 669) abadessa de Nivelles     | Vulfetruda († 669) abadessa de Nivelles     | Vulfetruda († 669) abadessa de Nivelles   | Vulfetruda († 669) abadessa de Nivelles   | Vulfetruda († 669) abadessa de Nivelles         | Vulfetruda († 669) abadessa de Nivelles         |                                                 |                                                 |                                                 |                                                 |  |  |  |  |  |  |  |  |  |  |  |  |  |  |  |  |
|                                   |                                   |                                   |                                   |                                   |                                   |  |  | Pipí el Jove († 714) majordom de palau | Pipí el Jove († 714) majordom de palau | Pipí el Jove († 714) majordom de palau | Pipí el Jove († 714) majordom de palau | Pipí el Jove († 714) majordom de palau | Pipí el Jove († 714) majordom de palau |  |  | Grimó arquebisbe de Rouen | Grimó arquebisbe de Rouen | Grimó arquebisbe de Rouen | Grimó arquebisbe de Rouen | Grimó arquebisbe de Rouen | Grimó arquebisbe de Rouen |               |               | Clotilde Doda x Teodoric III rei dels Francs | Clotilde Doda x Teodoric III rei dels Francs | Clotilde Doda x Teodoric III rei dels Francs | Clotilde Doda x Teodoric III rei dels Francs | Clotilde Doda x Teodoric III rei dels Francs | Clotilde Doda x Teodoric III rei dels Francs |  |  | Khildebert l'Adoptat († 662) rei d'Austràsia     | Khildebert l'Adoptat († 662) rei d'Austràsia     | Khildebert l'Adoptat († 662) rei d'Austràsia     | Khildebert l'Adoptat († 662) rei d'Austràsia     | Khildebert l'Adoptat († 662) rei d'Austràsia     | Khildebert l'Adoptat († 662) rei d'Austràsia     |                                             |                                             | Vulfetruda († 669) abadessa de Nivelles     | Vulfetruda († 669) abadessa de Nivelles     | Vulfetruda († 669) abadessa de Nivelles   | Vulfetruda († 669) abadessa de Nivelles   | Vulfetruda († 669) abadessa de Nivelles         | Vulfetruda († 669) abadessa de Nivelles         |                                                 |                                                 |                                                 |                                                 |  |  |  |  |  |  |  |  |  |  |  |  |  |  |  |  |
|                                   |                                   |                                   |                                   |                                   |                                   |  |  |                                        |                                        |                                        |                                        |                                        |                                        |  |  |                           |                           |                           |                           |                           |                           |               |               |                                              |                                              |                                              |                                              |                                              |                                              |  |  |                                                  |                                                  |                                                  |                                                  |                                                  |                                                  |                                             |                                             |                                             |                                             |                                           |                                           |                                                 |                                                 |                                                 |                                                 |                                                 |                                                 |  |  |  |  |  |  |  |  |  |  |  |  |  |  |  |  |
|                                   |                                   |                                   |                                   |                                   |                                   |  |  |                                        |                                        |                                        |                                        |                                        |                                        |  |  |                           |                           |                           |                           |                           |                           |               |               |                                              |                                              |                                              |                                              |                                              |                                              |  |  |                                                  |                                                  |                                                  |                                                  |                                                  |                                                  |                                             |                                             |                                             |                                             |                                           |                                           |                                                 |                                                 |                                                 |                                                 |                                                 |                                                 |  |  |  |  |  |  |  |  |  |  |  |  |  |  |  |  |
|                                   |                                   |                                   |                                   |                                   |                                   |  |  | Carles Martell                         | Carles Martell                         | Carles Martell                         | Carles Martell                         | Carles Martell                         | Carles Martell                         |  |  | Berta de Prüm             | Berta de Prüm             | Berta de Prüm             | Berta de Prüm             | Berta de Prüm             | Berta de Prüm             |               |               | Clodoveu IV                                  | Clodoveu IV                                  | Clodoveu IV                                  | Clodoveu IV                                  | Clodoveu IV                                  | Clodoveu IV                                  |  |  | Khildebert IV                                    | Khildebert IV                                    | Khildebert IV                                    | Khildebert IV                                    | Khildebert IV                                    | Khildebert IV                                    |                                             |                                             | Clotari IV                                  | Clotari IV                                  | Clotari IV                                | Clotari IV                                | Clotari IV                                      | Clotari IV                                      |                                                 |                                                 |                                                 |                                                 |  |  |  |  |  |  |  |  |  |  |  |  |  |  |  |  |
|                                   |                                   |                                   |                                   |                                   |                                   |  |  | Carles Martell                         | Carles Martell                         | Carles Martell                         | Carles Martell                         | Carles Martell                         | Carles Martell                         |  |  | Berta de Prüm             | Berta de Prüm             | Berta de Prüm             | Berta de Prüm             | Berta de Prüm             | Berta de Prüm             |               |               | Clodoveu IV                                  | Clodoveu IV                                  | Clodoveu IV                                  | Clodoveu IV                                  | Clodoveu IV                                  | Clodoveu IV                                  |  |  | Khildebert IV                                    | Khildebert IV                                    | Khildebert IV                                    | Khildebert IV                                    | Khildebert IV                                    | Khildebert IV                                    |                                             |                                             | Clotari IV                                  | Clotari IV                                  | Clotari IV                                | Clotari IV                                | Clotari IV                                      | Clotari IV                                      |                                                 |                                                 |                                                 |                                                 |  |  |  |  |  |  |  |  |  |  |  |  |  |  |  |  |
|                                   |                                   |                                   |                                   |                                   |                                   |  |  |                                        |                                        |                                        |                                        |                                        |                                        |  |  | Caribert de Laon          |                           |                           |                           |                           |                           |               |               |                                              |                                              |                                              |                                              |                                              |                                              |  |  |                                                  |                                                  |                                                  |                                                  |                                                  |                                                  |                                             |                                             |                                             |                                             |                                           |                                           |                                                 |                                                 |                                                 |                                                 |                                                 |                                                 |  |  |  |  |  |  |  |  |  |  |  |  |  |  |  |  |
|                                   |                                   |                                   |                                   |                                   |                                   |  |  |                                        |                                        |                                        |                                        |                                        |                                        |  |  |                           |                           |                           |                           |                           |                           |               |               |                                              |                                              |                                              |                                              |                                              |                                              |  |  |                                                  |                                                  |                                                  |                                                  |                                                  |                                                  |                                             |                                             |                                             |                                             |                                           |                                           |                                                 |                                                 |                                                 |                                                 |                                                 |                                                 |  |  |  |  |  |  |  |  |  |  |  |  |  |  |  |  |
|                                   |                                   |                                   |                                   |                                   |                                   |  |  | Pipí el Breu                           | Pipí el Breu                           | Pipí el Breu                           | Pipí el Breu                           | Pipí el Breu                           | Pipí el Breu                           |  |  | Berta de Laon             | Berta de Laon             | Berta de Laon             | Berta de Laon             | Berta de Laon             | Berta de Laon             |               |               |                                              |                                              |                                              |                                              |                                              |                                              |  |  |                                                  |                                                  |                                                  |                                                  |                                                  |                                                  |                                             |                                             |                                             |                                             |                                           |                                           |                                                 |                                                 |                                                 |                                                 |                                                 |                                                 |  |  |  |  |  |  |  |  |  |  |  |  |  |  |  |  |
|                                   |                                   |                                   |                                   |                                   |                                   |  |  | Pipí el Breu                           | Pipí el Breu                           | Pipí el Breu                           | Pipí el Breu                           | Pipí el Breu                           | Pipí el Breu                           |  |  | Berta de Laon             | Berta de Laon             | Berta de Laon             | Berta de Laon             | Berta de Laon             | Berta de Laon             |               |               |                                              |                                              |                                              |                                              |                                              |                                              |  |  |                                                  |                                                  |                                                  |                                                  |                                                  |                                                  |                                             |                                             |                                             |                                             |                                           |                                           |                                                 |                                                 |                                                 |                                                 |                                                 |                                                 |  |  |  |  |  |  |  |  |  |  |  |  |  |  |  |  |
|                                   |                                   |                                   |                                   |                                   |                                   |  |  |                                        |                                        |                                        |                                        |                                        |                                        |  |  |                           |                           |                           |                           |                           |                           |               |               |                                              |                                              |                                              |                                              |                                              |                                              |  |  |                                                  |                                                  |                                                  |                                                  |                                                  |                                                  |                                             |                                             |                                             |                                             |                                           |                                           |                                                 |                                                 |                                                 |                                                 |                                                 |                                                 |  |  |  |  |  |  |  |  |  |  |  |  |  |  |  |  |
|                                   |                                   |                                   |                                   |                                   |                                   |  |  |                                        |                                        |                                        |                                        | Carlemany                              |                                        |  |  |                           |                           |                           |                           |                           |                           |               |               |                                              |                                              |                                              |                                              |                                              |                                              |  |  |                                                  |                                                  |                                                  |                                                  |                                                  |                                                  |                                             |                                             |                                             |                                             |                                           |                                           |                                                 |                                                 |                                                 |                                                 |                                                 |                                                 |  |  |  |  |  |  |  |  |  |  |  |  |  |  |  |  |